# Sulfito de sódio
O sulfito de sódio é um composto químico de fórmula (Na2SO3). Existe na forma anidra e como heptahidratado.

## Aplicações
É um conservante usado em alimentos solúvel em água deixando o meio básico.  O sulfito de sódio sendo solúvel em água e porque se oxida prontamente é largamente usado como um agente redutor prático.
O sulfito de sódio é usado como um agente descorante em têxteis e na manufatura de papel. O seu uso como antioxidante em alguns produtos alimentares enlatados dá origem a um ligeiro cheiro sulfuroso imediatamente depois de abrir, mas o seu uso é proibido em carnes ou alimentos que contenham vitamina B1. As soluções de sulfito de sódio são ocasionalmente usadas como conservantes biológicos.

## Obtenção
É preparado por reação de dióxido de enxofre com o carbonato de sódio ou hidróxido de sódio. Os ácidos minerais diluídos invertem este processo e libertam dióxido de enxofre. Também é usado na revelação de fotos no processo de lavagem sendo mais eficiente que a água. Esta técnica foi descoberta por marinheiros quando utilizavam a água do mar para a revelação de suas fotos.
Na2SO3 + 2 H+ → 2 Na+ + H2O + SO2